# Matang (Kiribati)
Matang (auch: Temaraia) ist ein Ort im Südosten des Nonouti-Atolls in den zum Inselstaat Kiribati gehörenden Gilbertinseln im Pazifischen Ozean mit einer Landfläche von 0,26 km². 2020 hatte der Ort 583 Einwohner.

## Geographie
Matang liegt im Südosten von Nonouti südlich von Autukia. Im Ort gibt es ein traditionelles Versammlungshaus (Matang Maneaba) sowie die Matang Catholic Church und das Gebäude der Inselverwaltung. Im Süden schließt sich der Ortsteil Aubeangai an und etwa 7,5 km südlich liegt der größte und bevölkerungsreichste Ort des Atolls, Taboiaki.

## Klima
Das Klima ist tropisch heiß, wird jedoch von ständig wehenden Winden gemäßigt. Ebenso wie die anderen Orte des Nonouti-Atolls wird Matang gelegentlich von Zyklonen heimgesucht.